# دوم (بازی ویدئویی ۲۰۱۶)
رستاخیز (به انگلیسی: Doom که به‌طور اصلی به عنوان Doom 4 نیز شناخته می‌شود) یک بازی ویدئویی علمی–تخیلی در سبک تیراندازی اول شخص است که توسط آی‌دی سافتور توسعه یافته و بوسیلهٔ بتزدا منتشر شده‌است. این بازی نسخه‌ای بازشروع برای مجموعه بازی‌های دوم به‌شمار می‌رود که توسط آی‌دی سافتور توسعه یافته و از موتور این شرکت، یعنی آی‌دی تک ۶ استفاده کرده‌است. خبر ساخت بازی در ۷ مه ۲۰۰۸ بعد از گمانه‌زنی‌های جان کارمک در کنفرانس کویک (۳ اوت ۲۰۰۷) رونمایی شد. این بازی در تاریخ ۱۳ مه ۲۰۱۶ برای مایکروسافت ویندوز، اکس‌باکس وان و پلی‌استیشن ۴ در سراسر جهان عرضه شد.

## ساختن
بازی با زبان تازهٔ اسکریپت بر اساس سی ++ نوشته شده‌است.

## ادامه
دوم اترنال ۲۰۲۰ منتشر شد.

## منتقدان
بازی نقدهای خوبی برای داستان، گرافیک و صداگذاری دریافت کرد، به حالت چندنفره انتقاد شد.
بازی مشابهی با کیفیت بهتر ولفنشتاین: نظام نوین نامیده شد.